# Kontinentální filozofie
Kontinentální filozofie je pojem vymezující filozofické proudy, metody a nauky od 19. století do současnosti, které se liší od analytické filozofie (převládající v anglo-americkém světě) a jejichž přední představitelé pochází z kontinentální Evropy a píší především německy a francouzsky. Mezi těmito mysliteli je obecně méně jednoty než mezi analytickými filozofy, kteří je původně takto označili, aby je od sebe odlišili. Přesto je ve vývoji kontinentální tradice určitá návaznost a tím pádem i spojující rysy, například důraz na základní význam subjektivní zkušenosti a/nebo historického kontextu, který problematizuje možnost objektivního poznání světa a člověka. Oproti analytické filozofii je tedy silněji propojena se společenskými a humanitními vědami než s přírodními vědami, matematikou a logikou: mnoho kontinentálních filozofů bylo také historiky, sociology, psychology, estetiky, teology, jazykovědci, ekonomy nebo literárními vědci. Je tím pádem také silněji propojena s uměním, náboženstvím, a radikální politikou, a úzce souvisí s kulturní kritikou.

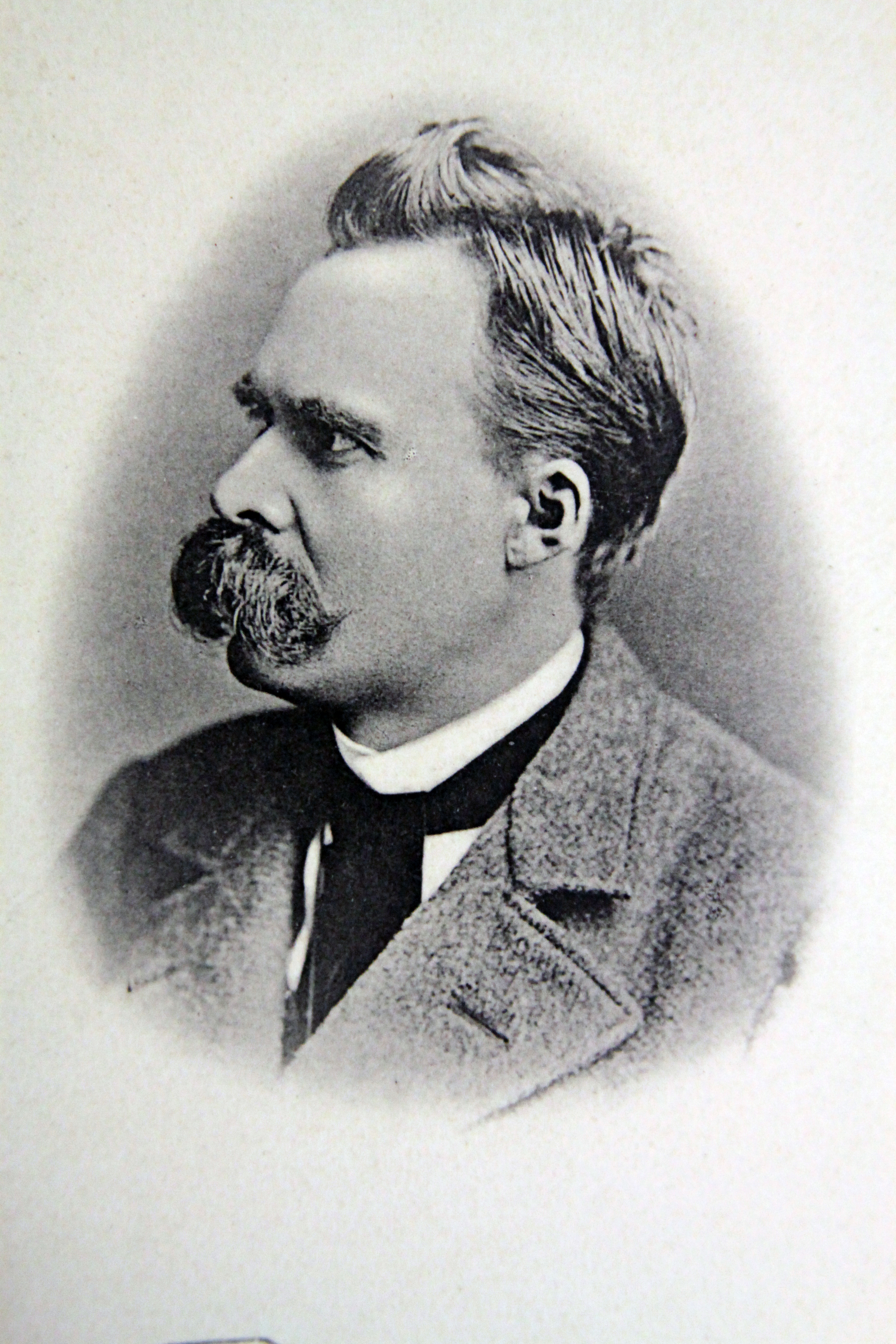
Friedrich Nietzsche – německý filozof, filolog, a básník druhé poloviny 19. století – ovlivnil všechny hlavní proudy kontinentální filozofie 20. století, a mimo filozofii také umění, náboženství a moderní kulturu obecně. Jeho kritika ideálů pravdy a morálky byla v evropské historii bezprecedentní. Pro analytickou tradici filozofie ale nikdy zvlášť důležitý nebyl.

## Proudy
Jako kontinentální bývají označovány tyto filozofické proudy:
- Německý idealismus (zakladatel: Immanuel Kant)
- Dialektika (zakladatel: Georg Wilhelm Friedrich Hegel)
  - Dialektický materialismus (zakladatel: Karl Marx)
    - Západní marxismus (zakladatelé: György Lukács, Antonio Gramsci)
      - Kritická teorie (zakladatelé: Frankfurtská škola)
- Voluntarismus (zakladatelé: Arthur Schopenhauer, Friedrich Nietzsche)
- Existencialismus (zakladatelé: Søren Kierkegaard, Nietzsche, později Jean-Paul Sartre)
- Fenomenologie (zakladatel: Edmund Husserl)
- Hermeneutika (zakladatelé: Friedrich Schleiermacher, Wilhelm Dilthey)
- Filozofie života (zakladatel: Henri Bergson)
- Psychoanalytická teorie (zakladatel: Sigmund Freud)
  - Analytická psychologie (zakladatel: Carl Gustav Jung)
- Postmodernismus
  - Poststrukturalismus (zakladatelé: Michel Foucault, Jacques Derrida)
  - Feministická teorie (zakladatelka: Simone de Beauvoir)
  - Postkoloniální teorie (zakladatel: Frantz Fanon)

Analytickou filozofii paralelně vymezili jako vlastní tradici na přelomu 19. a 20. století Gottlob Frege, Bertrand Russell a Ludwig Wittgenstein. Frege a Wittgenstein (a další ústřední představitelé této tradice, včetně Vídeňského kroužku novopozitivistů) ale ironicky také pocházeli z německy mluvících kontinentálních zemí.
Společný kořen kontinentální i analytické filozofie lze nalézt u Kanta, který ovlivnil veškerou moderní filozofii po osvícenství, včetně její „třetí“ hlavní tradice, amerického pragmatismu (zakladatelé: Charles Sanders Peirce, William James). Další autoři, jejichž vliv přesahuje rozdělení tradic, jsou: Hegel, zakladatel pozitivismu Auguste Comte, a zakladatel evoluční teorie Charles Darwin.

## Význam
Někteří kontinentální myslitelé měli obrovský vliv na kulturu, přesahující oblast filozofie i humanitních věd, a to především Marx (na politiku a ekonomiku), Nietzsche (na umění a náboženství), a Freud (na terapii a popkulturu). Z kritické teorie a postmodernismu se také v druhé polovině 20. století především v anglo-americkém světě vyvinuly kulturální studia a další teoretické proudy (například genderová studia a kritická rasová teorie), vlivné v současných společenských vědách a levicové politice.
Mezi nejvýznamnější filozofy 20. století bývá řazen ontolog Martin Heidegger, který ve své práci sjednotil fenomenologii, existencialismus a hermeneutiku, a ovlivnil celou pozdější kontinentální tradici. Mezi jeho hlavní žáky patřili Hannah Arendtová, Hans-Georg Gadamer, Emmanuel Levinas, Maurice Merleau-Ponty, ale i český myslitel Jan Patočka; současná filozofie v Česku je také většinově kontinentální.